# Альтаев, Алтай Тургумбекович
Альтаев Алтай Тургумбекович (род. 14 февраля 1996) — казахстанский ватерполист, Мастер спорта международного класса, нападающий сборной Казахстана. Является игроком «Астаны».

## Биография
Клубная карьера
- Серебряный медалист Чемпионата Казахстана — 2010 г.
- Чемпион Казахстана — 2011 г.
- Бронзовый медалист Всероссийского турнира России (г. Москва) — 2014 г.

Карьера в сборной
- Чемпион Азии U19 — 2012 г.
- Участник Чемпионата мира U18 (Австралия) — 2012 г.
- Серебряный призер Чемпионата в Грузии — 2013 г.
- Бронзовый призер Чемпионата Азии U17 — 2013 г.
- Участник Чемпионата Мира(3) — 2013 (Венгрия, U20), 2014 (Турция, U18, 13 место), 2015 (Казахстан, U20, 9 место)

Капитан молодежной сборной — 2014—2015 гг.
- Участник отборочного турнира на Олимпийские игры (Италия) — 2015 г.
- Чемпион турнира ЛЕН «Кубок Федерации» (Беларусь) — 2016 г.
- Участник Мировой Лиги (Япония) — 2016 г.
- Чемпион Азиатских игр (Вьетнам) — 2016 г.
- Серебряный призер Чемпионата Азии (Япония) — 2016 г.
- Чемпион Азиатских игр (Индонезия) — 2018 г.
- Участник Летних Олимпийских игр 2020 (Япония, Токио) — 2021 г.